# Stanisław Leśniewski
Stanisław Leśniewski   (Sérpukhov, 30 de març de 1886 - Varsòvia, 13 de maig de 1939) va ser un matemàtic i lògic polonès, que va desenvolupar un sistema lògic poc ortodox que, malgrat el seu poc èxit, va influir en les corrents contemporànies de la lògica.

## Vida i Obra
Leśniewski va néixer a Rússia, uns cent quilòmetres al sud de Moscou, va ser batejat a Sant Petersburg i va fer els seus estudis secundaris a Sibèria, a la localitat d'Irkutsk, perquè el seu pare era un enginyer que treballava en la construcció del ferrocarril transsiberià. Entre 1904 i 1909, va estar estudiant a diverses universitats: Leipzig, Heidelberg, Zúric i Múnic, fins que el 1910 va recalar a la universitat de Lvov (avui Lviv, Ucraïna) quan aquesta ciutat era plenament polonesa. A Lvov va completar la seva tesi doctoral el 1912 sota la direcció de Kazimierz Twardowski.
El 1911 havia llegit el llibre de Jan Lukasiewicz sobre el principi de no contradicció a Aristòtil que va ser, en molts aspectes, una revelació per a ell. Després de casar-se el 1913, amb la filla d'una família de terratinents lituans, va viatjar per Europa i, finalment va anar a Moscou on va estar donant classes de matemàtiques fins a la revolució soviètica. El 1919 va intentar obtenir l'habilitació docent a la universitat de Lvov, però va haver-hi una forta oposició i el suport de Twardowski no va ser suficient. En el seu lloc va ser nomenat professor extraordinari de filosofia de les matemàtiques de la universitat de Varsòvia, en la qual ja treballava Lukasiewicz i en la qual va tenir el seu únic estudiant doctoral: Alfred Tarski.
Entre 1916 i 1927 no va publicar res perquè estava construint el seu sistema lògic que havia de servir com fonament de les matemàtiques. Entre 1927 i 1931 va publicar les seves obres més notables: una sèrie d'articles en polonès sobre mereologia i un llarg article en alemany sobre el que va denominar prototètica i que havia de ser un sistema de primers principis que combinessin la mereologia amb l'ontologia.
Malauradament va contraure un càncer de tiroides que no va poder superar i va morir el 1939 amb només 53 anys.